# Neoregelia magdalenae
Neoregelia magdalenae là một loài thực vật có hoa trong họ Bromeliaceae. Loài này được L.B.Sm. & Reitz mô tả khoa học đầu tiên năm 1967.

## Hình ảnh

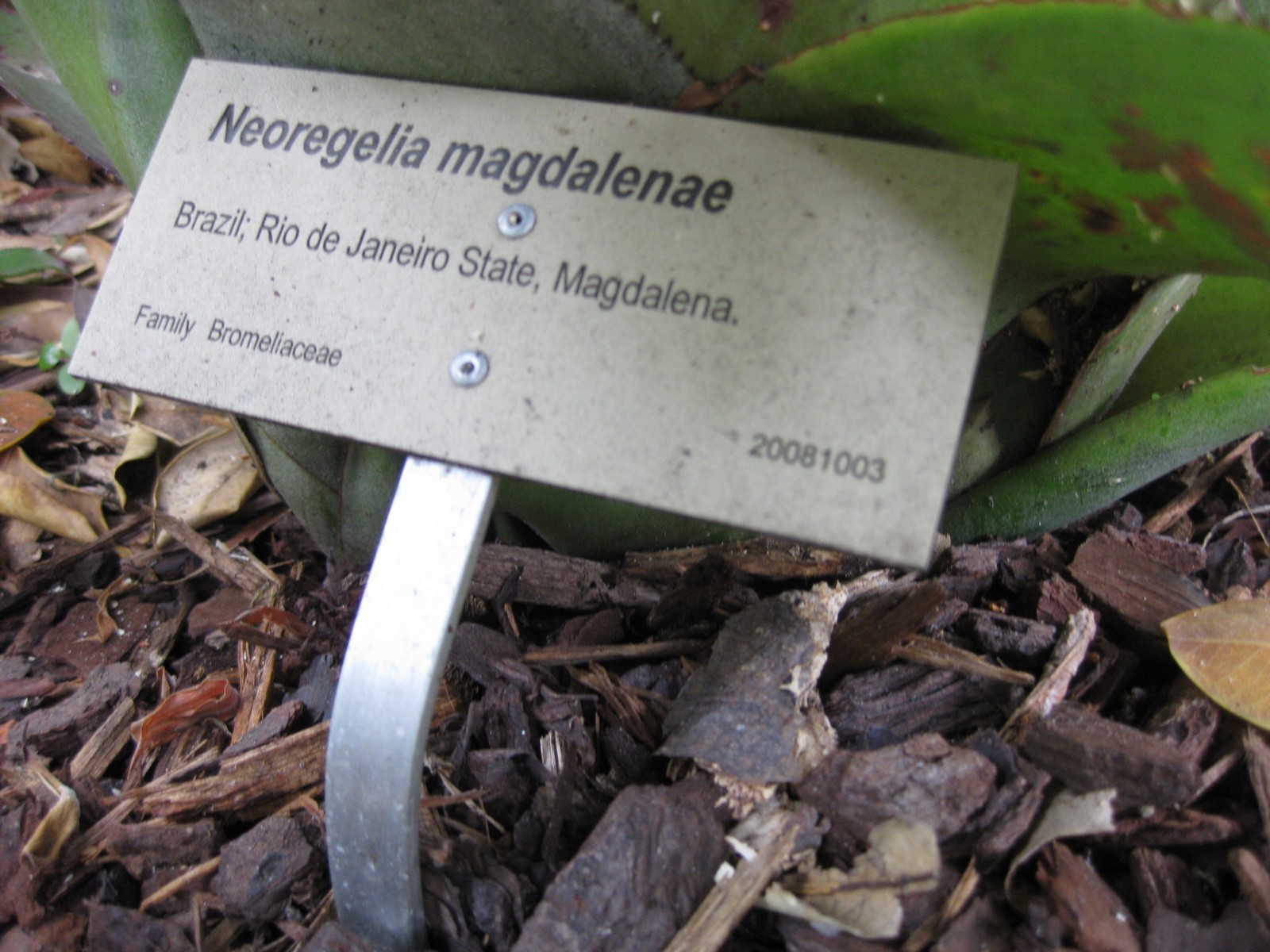